# Lamberto II da Polenta
Lamberto II da Polenta (... – Cervia, 1347) è stato un politico italiano.

Stemma dei da Polenta

Lamberto II da Polenta (morto nel 1347) è stato brevemente congiuntamente signore di Ravenna e Cervia dal 1346 fino alla sua morte.
Era il figlio di Ostasio I da Polenta. Nel 1346 ereditò le signorie di famiglia insieme ai fratelli Bernardino I e Pandolfo. Bernardino, tuttavia, imprigionò sia Pandolfo che Lamberto a Cervia dopo un anno, dove morirono di fame.